# Начо-Ньяк-Дун
Начо Ньяк Дун (англ.  First Nation of the Big River People) —  индейская община, проживающая в центре территории Юкон, Канада. Относится к Северным Тутчонам — индейцам Субарктики.
Начо Ньяк Дун является самой северной общиной Северных Тутчон. Численность населения Начо Ньяк Дун выросла с 340 человек (1996 год) до 474 человек (2011 год). Большая часть общины проживает в Мейо, часть проживает в других районах Канады и США. Исторически Начо Ньяк Дун жили и охотились в районе современного Мейо. В 1995 году одними из первых подписали соглашение о разделе земли на базе зонтичного соглашения. Состоят в Совете Северных Тутчон. Входят в Совет Первых наций Юкона. Имеют статус самоуправляющейся Первой нации и владеют землёй — 1830 кв.миль.

## Язык
Язык Начо Ньяк Дун  относится к северотутчонской подгруппе Атабаскской языковой семьи.

## Этимология названия
В северотутчонском языке река Стюарта называется Начо Ньяк (Na Cho Nyak), что означает «Большая Река».